# Sbor Církve adventistů sedmého dne v Teplicích
Sbor Církve adventistů sedmého dne v Teplicích se schází v modlitebně na adrese Křičkova 1347/13, v Teplicích. 

## Historie
Modlitební prostory byly získány a vysvěceny v roce 1974, za působení kazatele br. Josefa Trdly.
Sbor vznikl v prvním desetiletí 20. století. V roce 2018 měl sbor 40 členů.
Současným[kdy?] kazatelem je br. Zbyšek Jonczy, který je zároveň kazatelem na sborech v Chomutově (nyní jako Křesťanské centrum pro rodinu Horizont v Chomutově), Ústí nad Labem, Děčíně a Litvínově.
Sbor se schází na bohoslužby pravidelně každou sobotu (obvykle) v 9:00. Na začátku společného setkání je vždy studium Písma svatého, tzv. „Sobotní škola“ a poté sbor pokračuje v 10:30 chvalozpěvy a kázáním.

## Historie kazatelů
Historie kazatelů teplického sboru:
- br. Knobloch (1945–1957)
- br. Gibiec (1957–1967)
- br. Žurek (1967–1969)
- br. Josef Trdla (1969–1980)
- br. Šrol (1980–?)
- br. Zbyšek Jonczy (?)